# Vega 1
Pour les articles homonymes, voir Véga (homonymie).

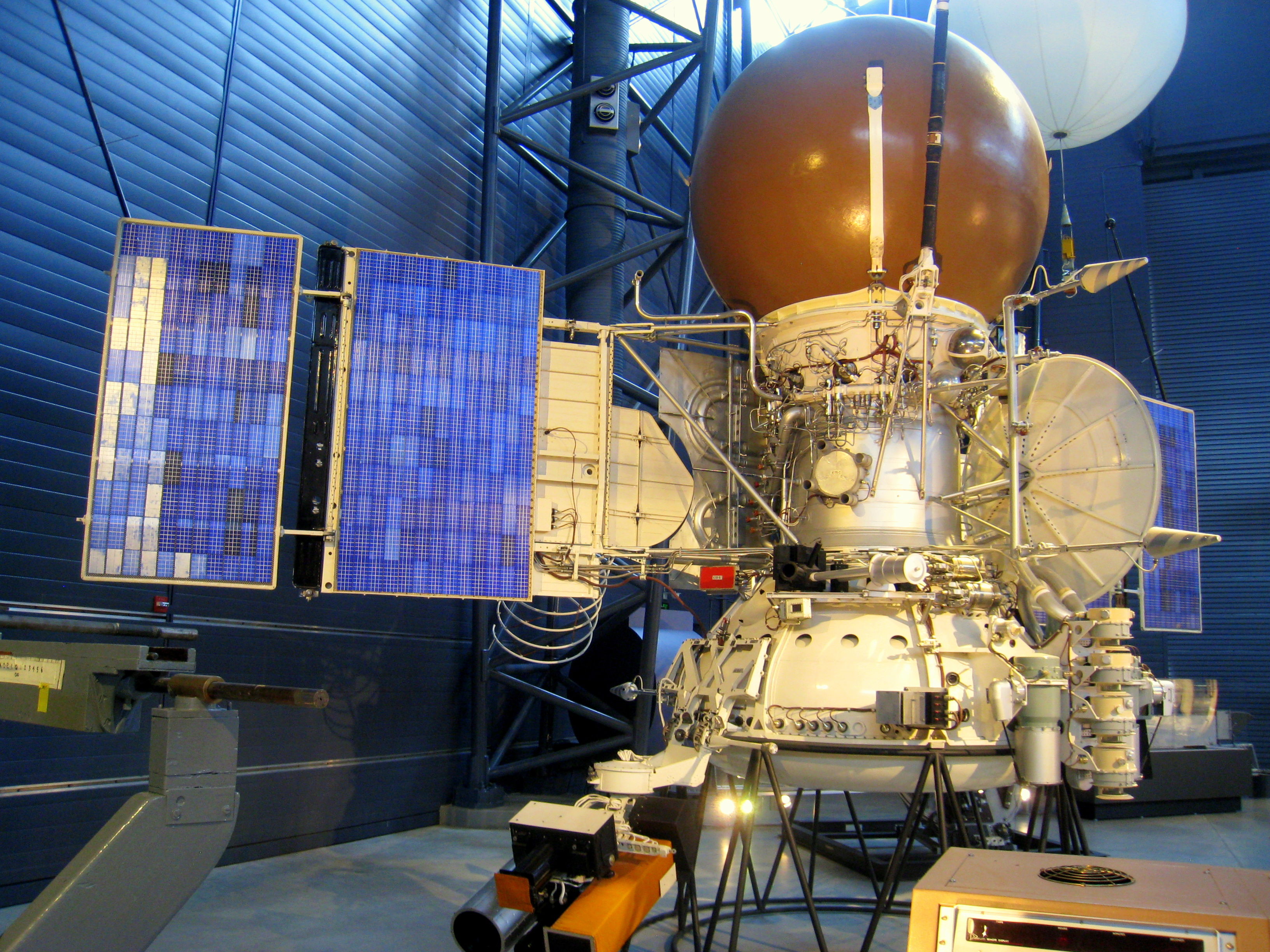
La sonde Vega

Vega 1 et 2 étaient des vaisseaux sœurs soviétiques développés à partir du programme Venera. La mission comprenait l'envoi d'un atterrisseur et d'un ballon sur Vénus et l'étude de la comète de Halley.
La sonde Vega 1 de 4 920 kg a été lancée par une fusée Proton le 15 décembre 1984 depuis le cosmodrome de Baïkonour.

## Mission Vénus
Vega 1 arriva dans l'orbite de Vénus le 11 juin 1985 et y envoya une unité de descente de 1 500 kg à 11 km/s qui fut ralentie par des parachutes. L'atterrisseur était identique à ceux des missions Venera.
Le ballon se sépara de l'atterrisseur à 55 km d'altitude où il resta stabilisé, poussé par des vents de 248 km/h, parcourant une distance de 11 600 km jusqu'à sa dernière communication, soumis à une pression moyenne de 535 mbar et une température de 300 - 310 K.
Un coup de vent violent déclencha prématurément à 20 km d'altitude les instruments de mesure au sol qui ne donnèrent donc aucune donnée.

## Mission Halley
La sonde utilisa la gravité de Vénus pour intercepter la comète de Halley dont elle s'approcha à 8 890 km le 6 mars 1986. La sonde analysa pendant trois heures le noyau de la comète et les propriétés de sa surface et les images servirent à orienter la sonde Giotto.
Vega 1 découvrit des températures du noyau de 300 à 400 K, une taille de 14 km et une rotation de 53 h.